# Konami
Konami Corporation (o bé en japonès コナミ株式会社, Konami Kabushiki-gaisha) és una empresa líder en el desenvolupament de joguines, cartes de col·lecció, anime, tokusatsu, màquines de monedes i videojocs. Va ser fundada el 1969 com un negoci de reparació de jukeboxs a Osaka, Japó, per Kagemasa Kozuki, qui és encara el seu president i CEO. El nom "Konami" és una conjunció dels noms Kagemasa Kozuki, Yoshinobu Nakama, Hiro Matsuda, i Shokichi Ishihara, qui van ser els socis de Kozuki i els fundadors originals de Konami Industry Co., Ltd el 1973. Konami també significa "ones petites".
Konami està actualment ubicat a Tòquio i addicionalment opera clubs de salut i exercici al Japó.

## Història
El 19 de març de 1973, Kozuki va transformar el negoci a Konami Industry Co., Ltd. i va començar a treballar en la manufactura de màquines arcade. La seva primera màquina de videojocs va ser creada el 1978. La companyia va començar a tenir èxit amb videojocs el 1981 com el Frogger, Scramble, i Super Cobra.
Entre 1982 i 1985, Konami va desenvolupar i va vendre videojocs per a PC produint jocs per a les consoles MSX i Family Computer ("Famicom") de Nintendo. Konami d'Amèrica Inc. va ser establerta a Torrance, Califòrnia el 1982 però desplaçada a Illinois el 1984. A més el 1984, Konami es va expandir al Regne Unit establint Konami Limited.
Konami va començar a collir grans èxits amb l'aparició del sistema Famicom de Nintendo, que va ser llançat als Estats Units amb el nom de Nintendo Entertainment System (NES). Molts dels videojocs més venuts de la NES van ser produïts per Konami, incloent-hi Gradius, la sèrie Castlevania, les sèries Contra i Metal Gear. Konami va ser un dels estudis de desenvolupament més actius i prolífics de la NES, la qual cosa li va conduir a un conflicte amb les restriccions de llicència de Nintendo d'Amèrica. Durant l'apogeu de la NES, Nintendo d'Amèrica va controlar la producció de tots els títols d'aquest sistema, i va limitar la participació dels desenvolupadors secundaris a un màxim de cinc títols per any. Moltes companyies van evitar aquestes restriccions fundant corporacions subsidiàries gairebé independents, assolint així doblegar el nombre de jocs que podien llançar en un any. En el cas de Konami, aquesta subsidiària va ser coneguda com a Ultra Games, i un gran nombre de títols es van publicar a l'Amèrica del Nord sota el seu nom, incloent-hi l'original Metal Gear, Gyruss, Skate or Die, els primers dos videojocs de Teenage Mutant Ninja Turtles i el salvatge Skate or Die (una continuació de Metal Gear feta al Japó específicament per al mercat occidental). A Europa, enfrontada per una restricció similar establerta per la marca europea de Nintendo, Konami va crear Palcom Software Ltd. amb la mateixa finalitat. A mitjans els noranta, Nintendo d'Amèrica havia relaxat moltes de les seves restriccions, i Ultra va ser tancada el 1992 en no ser necessitada més.
El 1992, alguns membres de Konami van formar Treasure Co. Ltd, la qual, com a Konami, és ben coneguda en el món dels videojocs com a creadora de videojocs d'acció. El 1999, Konami va traslladar les seves oficines dels Estats Units, concretament a Buffalo Frove, Illinois a la seva ubicació actual a Redwood, Califòrnia. Les instal·lacions en Buffalo Grove van ser usades per un temps per a la manufactura de videojocs recreatius. El 2003, Konami d'Amèrica va clausurar la seva divisió recreativa a causa de greus pèrdues; les locacions de Buffalo Grove van tancar juntament amb ella. En aquest mateix any Konami es va unir a la companyia japonesa de filmació Toho Company,Ltd. per a crear la seva pròpia franquícia de televisió en el gènere tokusatsu, coneguda com a Chōseishin Series, amb l'objectiu de competir amb les sèries Super Sentai de Toei. L'any 2005, Konami es va convertir en el propietari de Hudson Soft. Konami té una oficina i una instal·lació de producció de videojocs a Las Vegas, Nevada, per a la seva subsidiària dedicada a la creació de jocs de casinos. Konami és actualment el quart desenvolupador de videojocs més gran del Japó després de (en ordre descendent) Nintendo Co, Ltd., Sega Sammy Holdings, i Namco Bandai Holdings. El nombre 573 és una representació de Konami. Cinc en japonès és "go", canviat a la forma no sonora "ko"; set en japonès es pronuncia "nana" i escurçat és "na"; tres en japonès és mittsu, escurçat a "mu"; "573" = "ko-na-mi". Aquest nombre apareix en molts nombres telefònics de Konami i com un high score en molts dels seus videojocs.

## Estructura de la companyia
El 2005 Konami té 6 subsidiàries:
- Konami Corporation
  - Konami Computer Entertainment Tokyo, Inc.
  - Konami Computer Entertainment Japan, Inc.
  - Konami Computer Entertainment Studios, Inc.
  - Konami Online, Inc.
  - Konami Media Entertainment, Inc.
  - Konami Traumer, Inc
- Konami Sports Life Corporation
- Konami Sports Corporation
- Konami Corporation of America — Holding company U.S.
  - Konami Digital Entertainment, Inc. anteriorment Konami of America Inc.
- Konami Corporation of Europe B.V. — anteriorment Konami Limited
  - Konami of Europe GmbH
- Konami Software Shanghai, Inc.